# ألبرت واتسون
ألبرت واتسون (بالإنجليزية: Albert Watson)‏ (1 يونيو 1918 في المملكة المتحدة - 22 أكتوبر 2009 في المملكة المتحدة) هو لاعب كرة قدم بريطاني (وحمل سابقاً جنسية المملكة المتحدة لبريطانيا العظمى وأيرلندا) في مركز نصف الجناح. لعب مع أولدهام أثلتيك وهدرسفيلد تاون.